# Libro delle strade e dei Reami (al-Bakri)
Il Libro delle strade e dei Reami (in arabo كتاب المسالك والممالك‎?   , Kitāb al-Masālik wa'l-Mamālik) è il nome di un testo geografico dell'XI secolo di Abu ʿUbayd al-Bakri.
Fu scritto nel 1067-1068 a Córdoba, al-Andalus (nell'attuale Spagna). Al-Bakri basò il suo lavoro sui resoconti dei commercianti, sugli scritti di Muhammad ibn Yūsuf al-Warrāq, (Sulla topografia del Nord Africa) e Ibrahim ibn Ya'qub. Nonostante il fatto che al-Bakri non avesse mai lasciato al-Andalus, si ritiene che i suoi scritti riportino oggettivamente i resoconti di altri viaggiatori da parte degli storici contemporanei, e gran parte di ciò che scrisse è confermato da altre fonti.
Descrisse una vasta gamma di regioni dall'Oceano Atlantico, attraverso il Sahara, all'Africa centrale, fornendo descrizioni della geografia, dei popoli, della cultura e della situazione politica in ciascuna regione. Il Libro delle strade e dei Reami esiste oggi solo in forma frammentaria. A volte viene confusa con un'opera omonima scritta nel IX secolo da Ibn Khordadbeh.